# Willems
Pour l’article homonyme, voir Willems (homonymie).
Willems [wijɛm] est une commune française située dans le département du Nord, en région Hauts-de-France. Elle fait partie de la Métropole européenne de Lille.
Les habitants prononcent le nom de la commune « wi-yem », sans le S final, en référence au nom historique « Willem ».

Les habitants se nomment les Willémois et Willémoises.

## Géographie

### Situation
Willems est une ville frontalière de la Belgique, située à l'est de Lille et au sud de Roubaix.

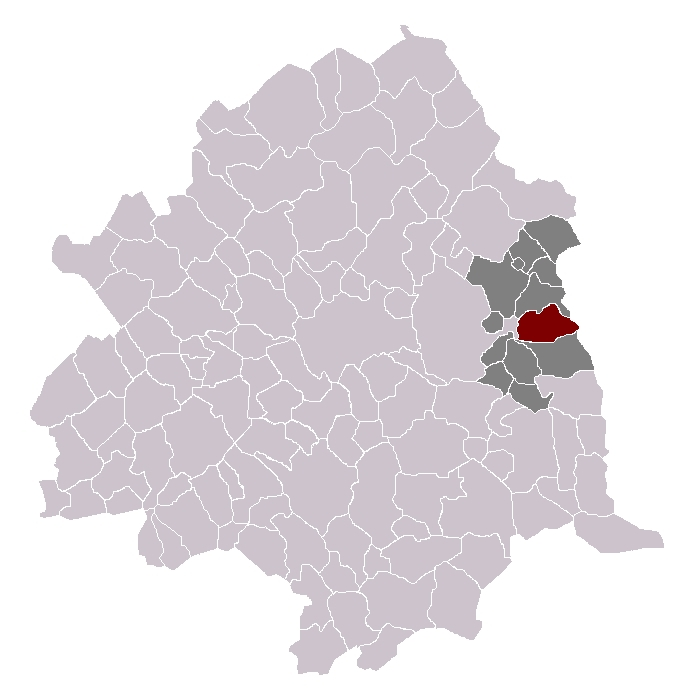
Willems dans son canton et son arrondissement.

### Communes limitrophes
|                                      | Sailly-lez-Lannoy |                       |
| Villeneuve-d'Ascq                    | Willems           | Templeuve ( Belgique) |
| Tressin (par un quadripoint) Chéreng | Baisieux          |                       |

### Hydrographie

#### Réseau hydrographique
La commune est située dans le bassin Artois-Picardie. Elle est drainée par la Petite Marque, la Riez Simon, le Baisieux et un autre petit cours d'eau,.

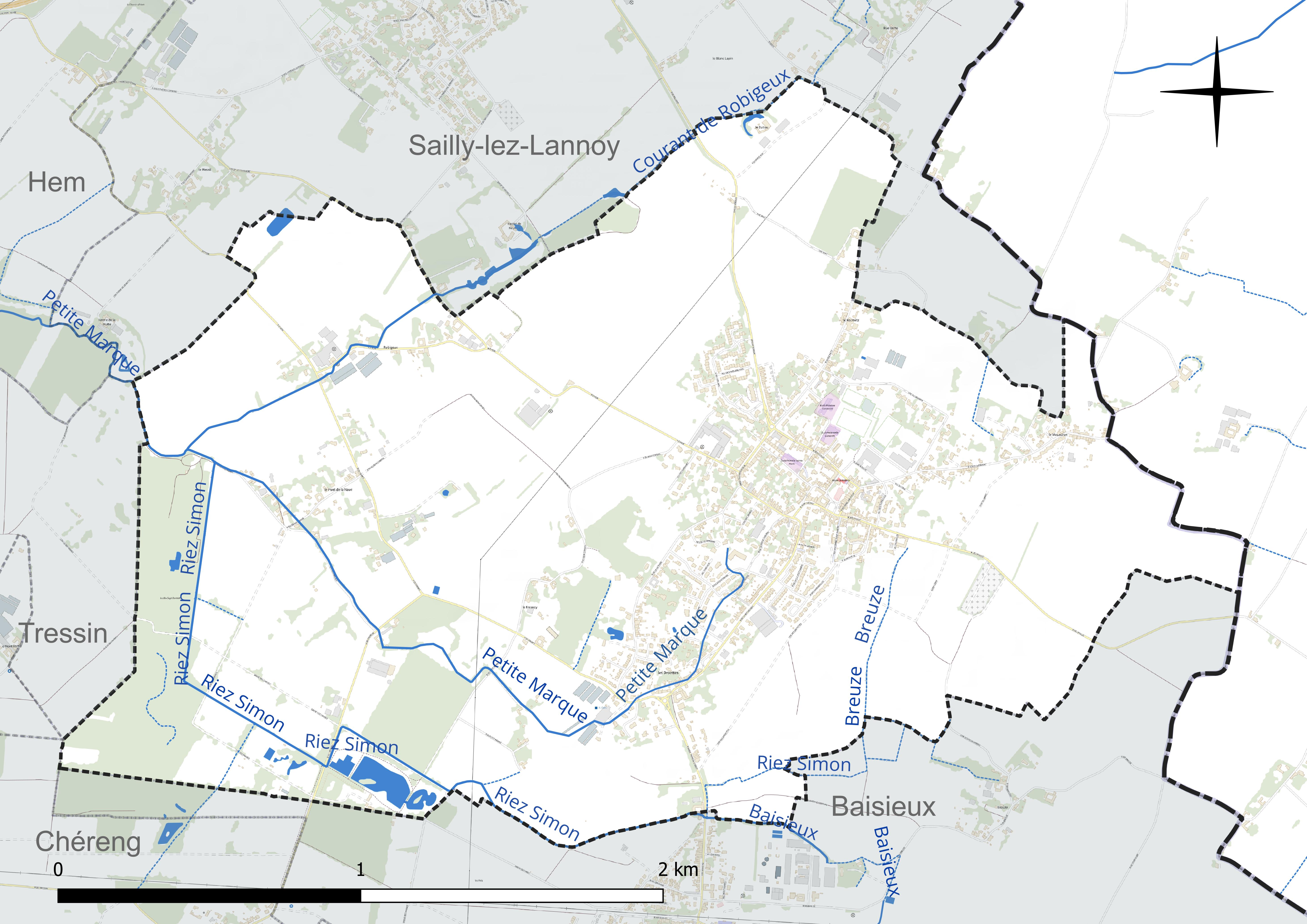
Réseau hydrographique de Willems.

#### Gestion et qualité des eaux
Le territoire communal est couvert par le schéma d'aménagement et de gestion des eaux (SAGE) « Marque Deûle ». Ce document de planification concerne un territoire de 1 120 km2 de superficie, délimité par les bassins versants de la Marque et de la Deûle, formant une vaste cuvette sédimentaire de 40 km de long et de 25 km de large, où la pente est très faible. Le périmètre a été arrêté le 2 décembre 2005 et le SAGE proprement dit a été approuvé le 9 mars 2020. La structure porteuse de l'élaboration et de la mise en œuvre est la Métropole européenne de Lille. 
La qualité des cours d'eau peut être consultée sur un site dédié géré par les agences de l'eau et l'Agence française pour la biodiversité. 

### Climat
Pour des articles plus généraux, voir Climat des Hauts-de-France et Climat du Nord.
En 2010, le climat de la commune est de type climat des marges montargnardes, selon une étude du CNRS s'appuyant sur une série de données couvrant la période 1971-2000. En 2020, Météo-France publie une typologie des climats de la France métropolitaine dans laquelle la commune est exposée à un climat océanique et est dans la région climatique  Nord-est du bassin Parisien, caractérisée par un ensoleillement médiocre, une pluviométrie moyenne régulièrement répartie au cours de l'année et un hiver froid (3 °C).
Pour la période 1971-2000, la température annuelle moyenne est de 10,6 °C, avec une amplitude thermique annuelle de 14,3 °C. Le cumul annuel moyen de précipitations est de 697 mm, avec 12,3 jours de précipitations en janvier et 8,9 jours en juillet. Pour la période 1991-2020, la température moyenne annuelle observée sur la station météorologique la plus proche, située sur la commune de Lesquin à 10 km à vol d'oiseau, est de 11,3 °C et le cumul annuel moyen de précipitations est de 740,0 mm,. Pour l'avenir, les paramètres climatiques de la commune estimés pour 2050 selon différents scénarios d'émission de gaz à effet de serre sont consultables sur un site dédié publié par Météo-France en novembre 2022.

## Urbanisme

### Typologie
Au 1er janvier 2024, Willems est catégorisée ceinture urbaine, selon la nouvelle grille communale de densité à sept niveaux définie par l'Insee en 2022.
Elle appartient à l'unité urbaine de Lille (partie française), une agglomération internationale regroupant 60  communes, dont elle est une commune de la banlieue,,. Par ailleurs la commune fait partie de l'aire d'attraction de Lille (partie française), dont elle est une commune de la couronne,. Cette aire, qui regroupe 201 communes, est catégorisée dans les aires de 700 000 habitants ou plus (hors Paris),.

### Occupation des sols
L'occupation des sols de la commune, telle qu'elle ressort de la base de données européenne d'occupation biophysique des sols Corine Land Cover (CLC), est marquée par l'importance des territoires agricoles (78,6 % en 2018), en augmentation par rapport à 1990 (75,3 %). La répartition détaillée en 2018 est la suivante : 
terres arables (53,1 %), zones urbanisées (17,4 %), zones agricoles hétérogènes (14,8 %), prairies (10,8 %), forêts (3,9 %). L'évolution de l'occupation des sols de la commune et de ses infrastructures peut être observée sur les différentes représentations cartographiques du territoire : la carte de Cassini (XVIIIe siècle), la carte d'état-major (1820-1866) et les cartes ou photos aériennes de l'IGN pour la période actuelle (1950 à aujourd'hui).

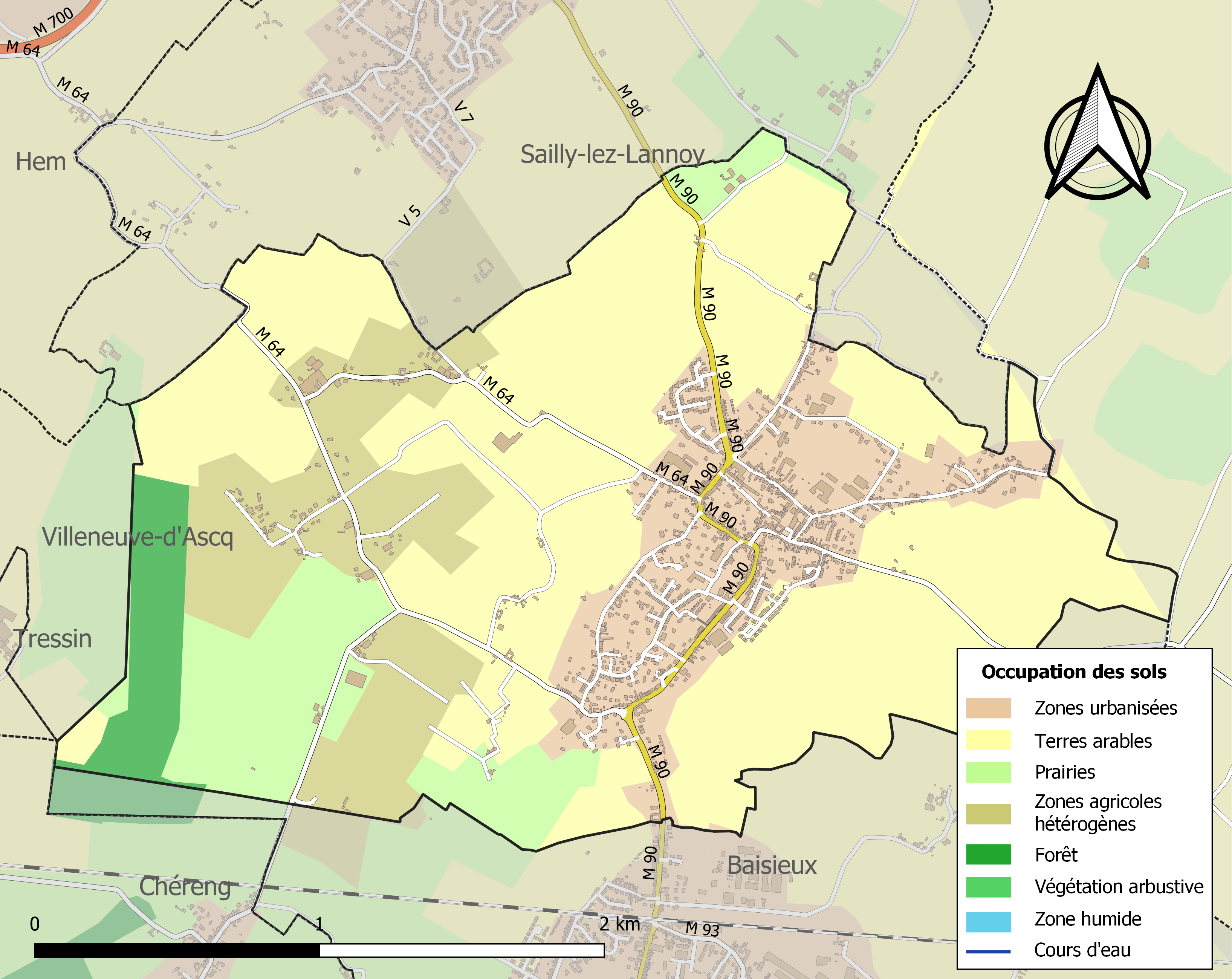
Carte des infrastructures et de l'occupation des sols de la commune en 2018 (CLC).

### Voies de communication et transports
La commune est desservie, en 2023, par les lignes 66, 78, 910 et par les lignes de transport à la demande 20R et 26R du réseau Ilévia.

## Toponymie

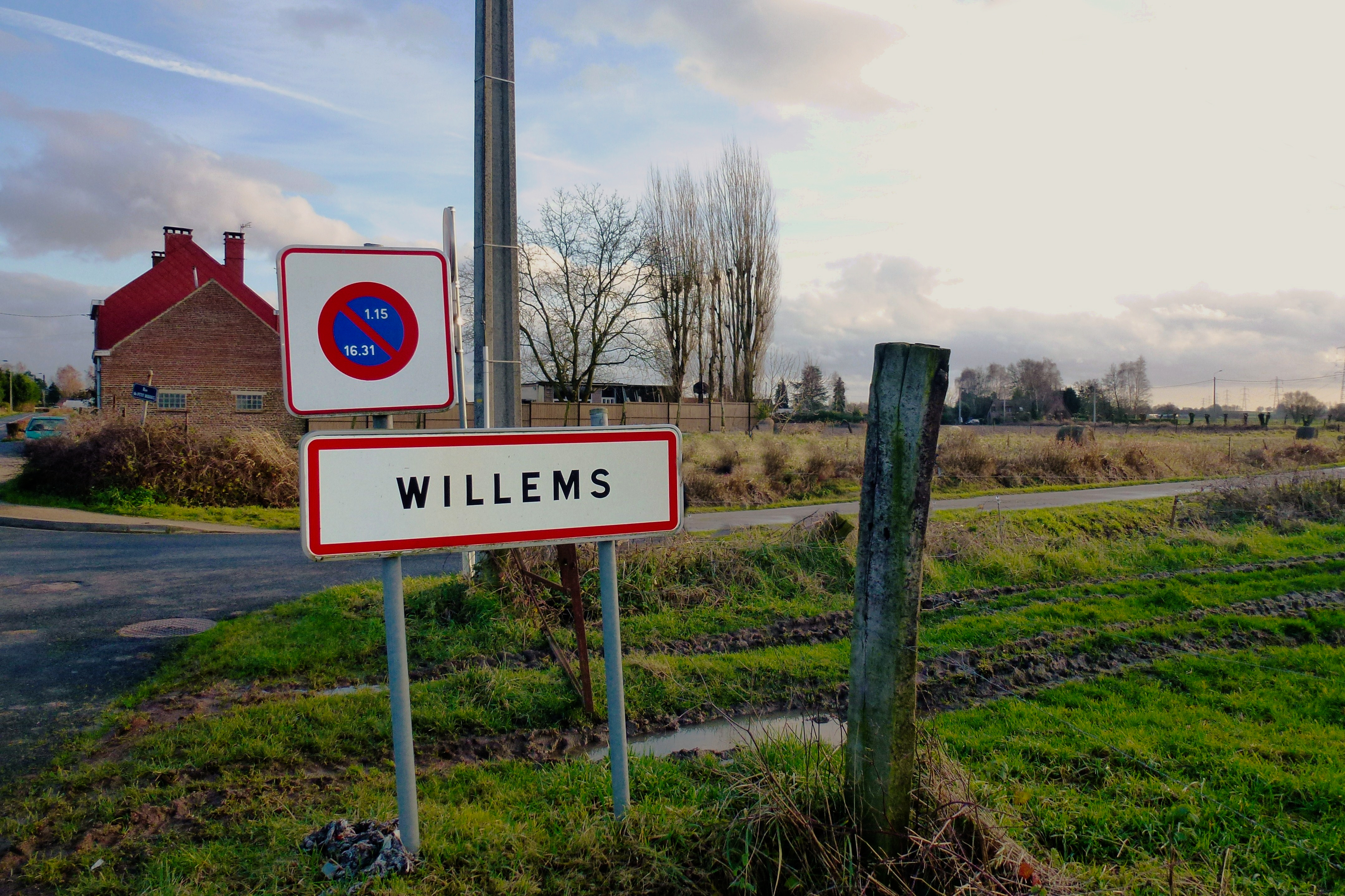
Willems - Borne à l'entrée de la ville.

Le nom de la localité est attesté sous les formes Wilhem entre 1123 et 1146, Willem vers 1175, Willems en 1793[réf. nécessaire].
Willem en flamand.

## Histoire
Avant la Révolution française, Willems est le siège d'une seigneurie. Vers 1780, le titulaire en est Mathieu-Joseph Bidé de la Grandville (1741-1827), chevalier, seigneur de Willems. Fils de Charles-Julien Bidé de la Grandville, écuyer, seigneur de la Grandville, bourgeois de Lille, inscrit au rôle des nobles de la province de Flandre, et de Marie-Françoise Libert, dame de Quartes, il nait à Lille en juin 1741, est ondoyé le 18 juin 1741, baptisé le mois suivant. Il effectue une carrière militaire : cornette de la 2e compagnie des mousquetaires, il passe colonel du régiment de Boulonnais infanterie le 11 novembre 1782, brigadier le 1er janvier 1784, maréchal de camp le 9 mars 1788. Il est créé baron de la Grandville en juin 1782. Il meurt à Lille le 15 juillet 1827 à l'âge de 86 ans.
Jusqu'au XIXe siècle, Willems est resté un village essentiellement agricole. Dans l'expansion de leur activité, les industries textiles des centres voisins (notamment de Roubaix) ont ouvert des filatures de toile et de lin dans la localité.
Le Géant Guillem le contrebandier (et son chien Cherloutte) évoque le caractère frontalier de la ville et les chemins de traverses qui existent entre la France et la Belgique à travers champs.
Au début du XVIIe siècle, une planche des Albums de Croÿ fut dédiée au village.

## Politique et administration

### Liste des maires
Maire de 1802 à 1807 : Louis Pottier,.
Maire en 1881 : Delattre-Truffaut.
| Période                                  | Période                   | Identité                            | Étiquette             | Qualité |
| ---------------------------------------- | ------------------------- | ----------------------------------- | --------------------- | --- |
| Les données manquantes sont à compléter. |                           |                                     |                       | |
| ?                                        | ?                         | François Joseph Boutemy (1790-1876) |                       | Marchand de fil de lin |
|                                          |                           |                                     |                       | |
| 1945                                     | 1980                      | Jean Bouche                         |                       | |
| 3 février 1980                           | juin 2009 (démission)     | Paul Deffontaine,                   | PS                    | Professeur retraité Vice-président de Lille Métropole Communauté Urbaine (? → 2009)                                          |
| juin 2009                                | 23 mars 2014              | Jocya Vancoillie                    | PS                    | Chef d'entreprise Conseillère générale du canton de Lannoy (1998 → 2011) Ancienne vice-présidente du conseil général du Nord |
| 23 mars 2014                             | En cours (au 24 mai 2020) | Thierry Rolland                     | DVD (ex-UMP) puis LMR | Ingénieur conseil, administrateur Réélu pour le mandat 2020-2026                                                             |

### Instances judiciaires et administratives
La commune relève du tribunal d'instance de Lille, du tribunal de grande instance de Lille, de la cour d'appel de Douai, du tribunal pour enfants de Lille, du tribunal de commerce de Tourcoing, du tribunal administratif de Lille et de la cour administrative d'appel de Douai.

## Population et société

### Démographie

#### Évolution démographique
L'évolution du nombre d'habitants est connue à travers les recensements de la population effectués dans la commune depuis 1793. Pour les communes de moins de 10 000 habitants, une enquête de recensement portant sur toute la population est réalisée tous les cinq ans, les populations de référence des années intermédiaires étant quant à elles estimées par interpolation ou extrapolation. Pour la commune, le premier recensement exhaustif entrant dans le cadre du nouveau dispositif a été réalisé en 2006.

En 2022, la commune comptait 2 969 habitants, en évolution de −1,49 % par rapport à 2016 (Nord : +0,51 %, France hors Mayotte : +2,11 %).
| 1793  | 1800  | 1806  | 1821  | 1831  | 1836  | 1841  | 1846  | 1851  |
| ----- | ----- | ----- | ----- | ----- | ----- | ----- | ----- | ----- |
| 1 160 | 1 242 | 1 498 | 1 476 | 1 735 | 1 905 | 2 088 | 1 994 | 1 982 |

| 1856  | 1861  | 1866  | 1872  | 1876  | 1881  | 1886  | 1891  | 1896  |
| ----- | ----- | ----- | ----- | ----- | ----- | ----- | ----- | ----- |
| 1 978 | 2 093 | 2 050 | 2 038 | 2 116 | 2 162 | 2 184 | 2 066 | 2 092 |

| 1901  | 1906  | 1911  | 1921  | 1926  | 1931  | 1936  | 1946  | 1954  |
| ----- | ----- | ----- | ----- | ----- | ----- | ----- | ----- | ----- |
| 2 106 | 2 098 | 2 068 | 1 909 | 1 986 | 2 087 | 1 970 | 1 875 | 1 928 |

| 1962  | 1968  | 1975  | 1982  | 1990  | 1999  | 2006  | 2011  | 2016  |
| ----- | ----- | ----- | ----- | ----- | ----- | ----- | ----- | ----- |
| 2 010 | 1 923 | 2 006 | 2 506 | 2 681 | 2 799 | 2 968 | 3 030 | 3 014 |

| 2021  | 2022  | - | - | - | - | - | - | - |
| ----- | ----- | - | - | - | - | - | - | - |
| 2 996 | 2 969 | - | - | - | - | - | - | - |

#### Pyramide des âges
La population de la commune est relativement jeune.
En 2018, le taux de personnes d'un âge inférieur à 30 ans s'élève à 37,2 %, soit en dessous de la moyenne départementale (39,5 %). À l'inverse, le taux de personnes d'âge supérieur à 60 ans est de 22,9 % la même année, alors qu'il est de 22,5 % au niveau départemental.
En 2018, la commune comptait 1 487 hommes pour 1 512 femmes, soit un taux de 50,42 % de femmes, légèrement inférieur au taux départemental (51,77 %).
Les pyramides des âges de la commune et du département s'établissent comme suit.
| Hommes | Classe d’âge | Femmes |
| ------ | ------------ | ------ |
| 0,3    | 90 ou +      | 0,7    |
| 5,2    | 75-89 ans    | 8,0    |
| 15,3   | 60-74 ans    | 16,3   |
| 22,0   | 45-59 ans    | 21,5   |
| 17,1   | 30-44 ans    | 19,2   |
| 18,3   | 15-29 ans    | 14,3   |
| 21,9   | 0-14 ans     | 20,0   |

| Hommes | Classe d’âge | Femmes |
| ------ | ------------ | ------ |
| 0,5    | 90 ou +      | 1,4    |
| 5,3    | 75-89 ans    | 8,1    |
| 14,8   | 60-74 ans    | 16,2   |
| 19,1   | 45-59 ans    | 18,4   |
| 19,5   | 30-44 ans    | 18,7   |
| 20,7   | 15-29 ans    | 19,1   |
| 20,2   | 0-14 ans     | 18     |

## Culture locale et patrimoine

### Lieux et monuments
- L'église Saint-Martin de style néogothique, construite de 1850 à 1854 par Charles Leroy, l'architecte de la cathédrale de Lille. Comme pour la plupart de ses édifices néogothiques, l'architecte a choisi le grès pour le soubassement, la brique qu'il a associée à une pierre calcaire (pinacles, encadrement des baies, etc.) pour l'élévation, et enfin la pierre bleue de Soignies pour le dallage du bâtiment. La flèche, visible à plusieurs kilomètres, s'élève à 58 mètres de hauteur. D'autre part, le chœur de l'église abrite trois verrières signées Bazin-Latteux[34] ; datées de 1871, elles illustrent six épisodes de la vie de saint Martin. L'édifice fut précédé d'une autre église plus petite de style roman qui aurait appartenu aux templiers[35]. Celle-ci comportait déjà une flèche élancée comme en témoigne une planche des célèbres Albums de Croÿ[36].

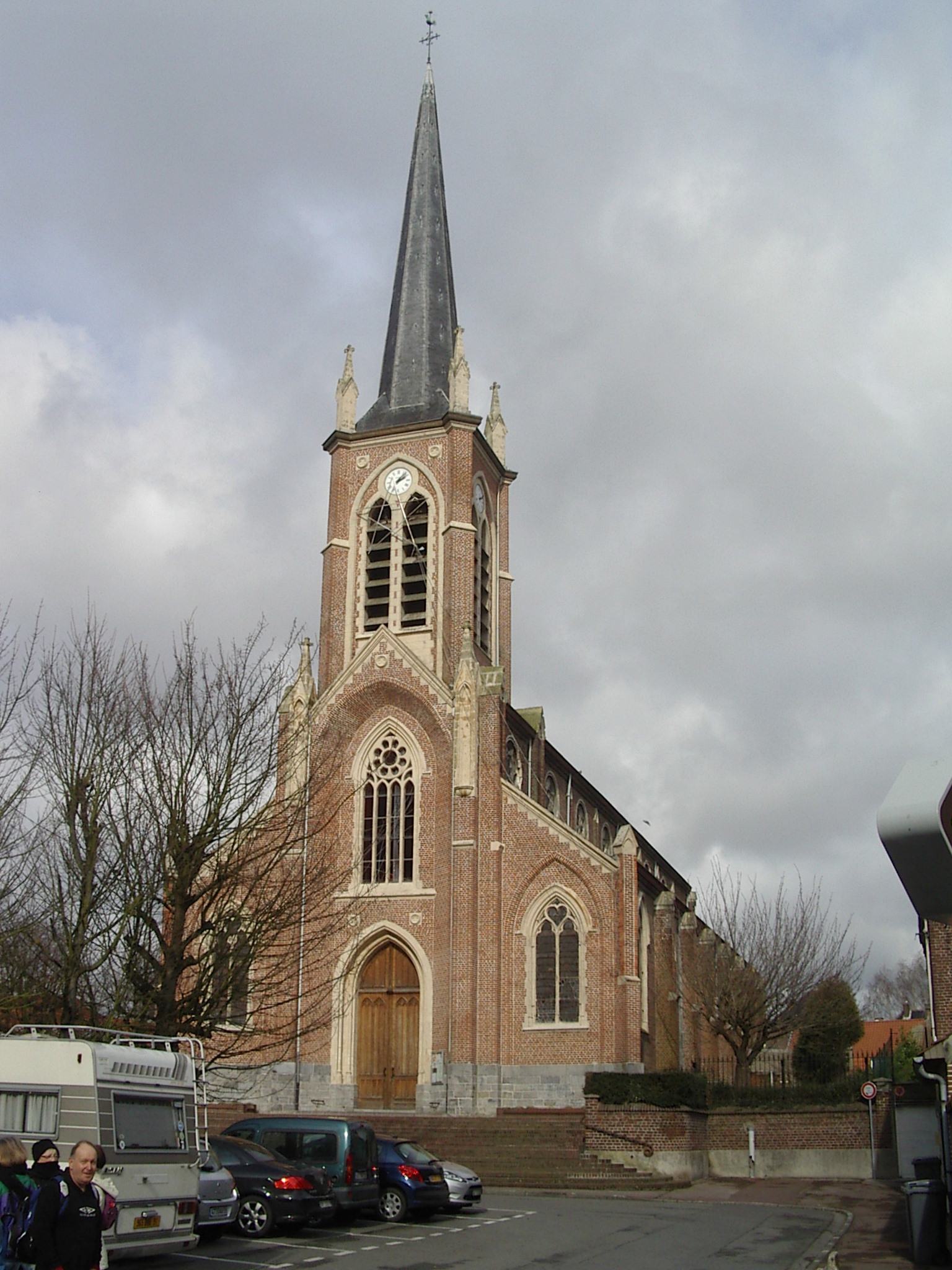
Église Saint-Martin.
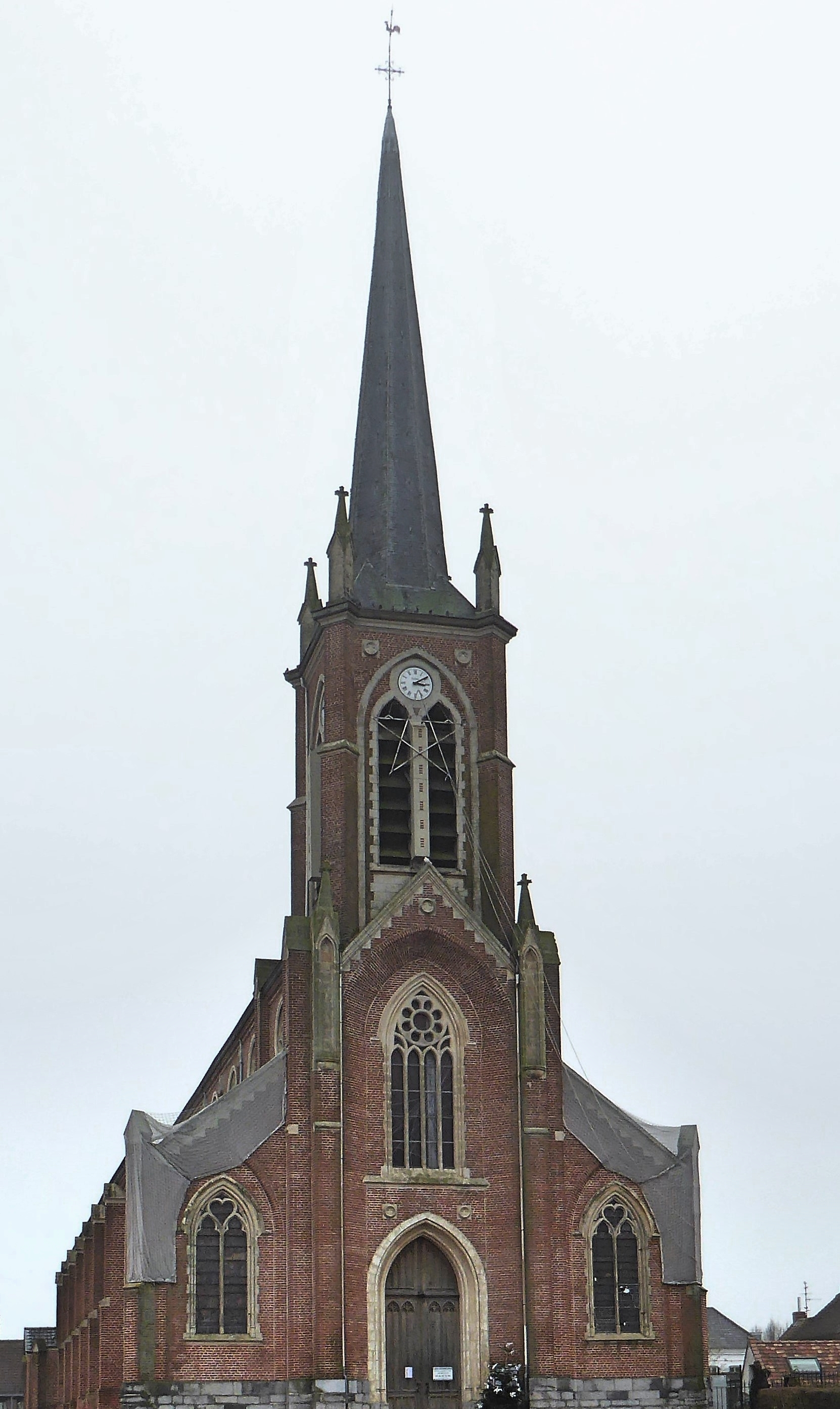
Flèche de l'église Saint-Martin.
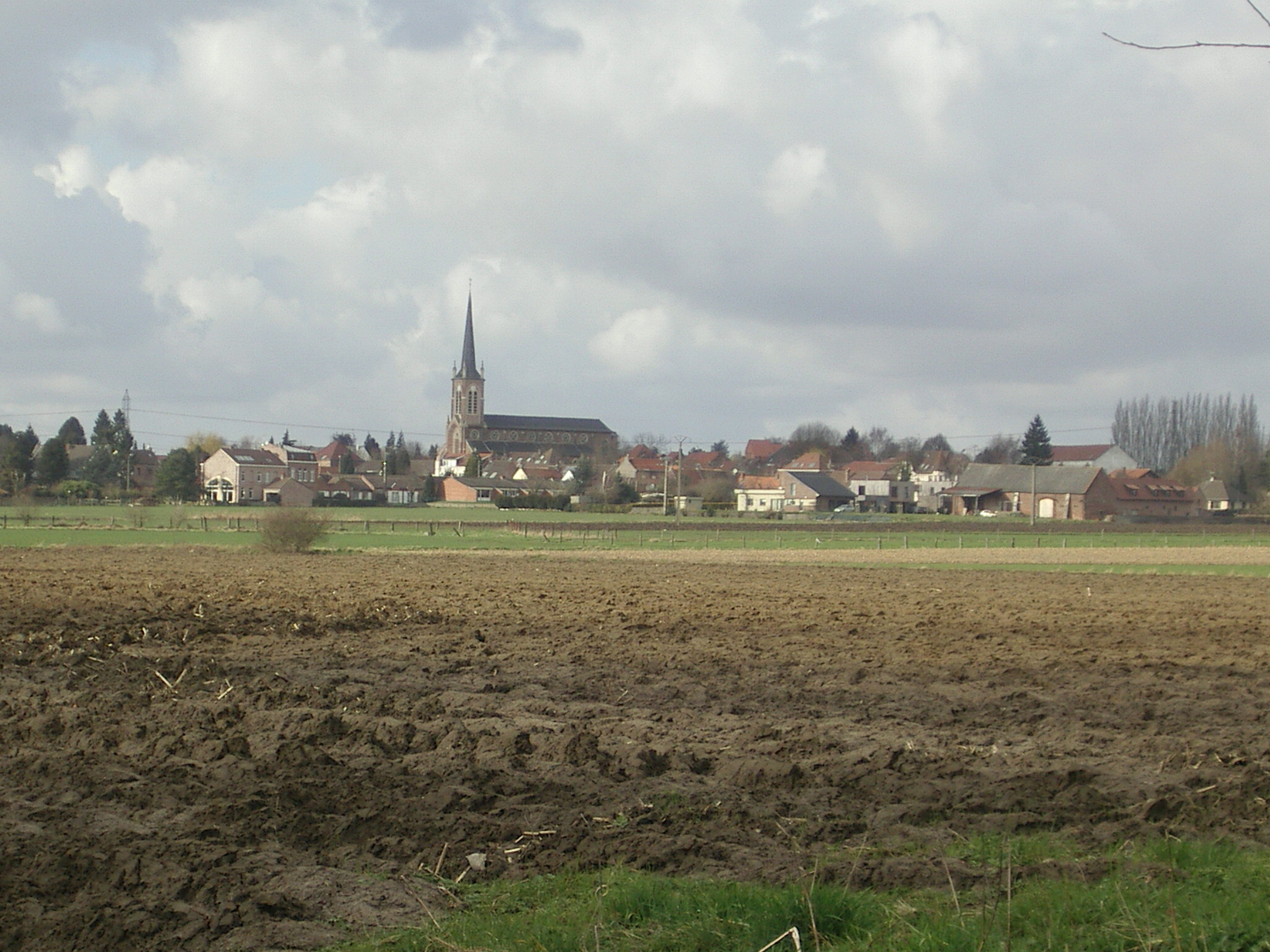
Vue de Willems et de son église.

- La maison commune, datée de 1737, est l'un des plus anciens bâtiments encore en élévation qu'ait conservé la commune. Il s'agit d'une haute et longue construction alternant assises de brique et pierre de Lezennes (appareil qualifié de « rouge barre »). L'ensemble possédait de nombreuses fonctions : écurie, relais, auberge mais aussi prison pour d'éventuels détenus ou fraudeurs transportés de Lille à Tournai. Le bâtiment révèle ainsi l'importance du transport par diligence au cours des XVIIIe et XIXe siècles. Les délibérations municipales s'y déroulaient sous l'Ancien Régime, d'où son nom de « maison commune »[37].
- L'ancienne usine de mise en bouteilles de la Willemoise, située dans le hameau du Robigeux. Le site fut en activité de 1900 à 1985, avant une reconversion en concessionnaire automobile Renault. Une partie des installations initiales a été détruite, mais le logis patronal (premier quart du 20e siècle ?) demeure en place[38]. C'est un édifice singulier à deux niveaux d'élévation, avec un toit à deux versants et une couverture faite de tuiles flamandes mécaniques. Le rez-de-chaussée est surélevé. Il comporte un auvent et un escalier à degré rectangulaire sur le côté sud-est. Le logis est dominé par une tour de plan carré à trois niveaux d'élévation, couronnée d'une flèche en charpente.
- La ferme du Meunier .
- Le monument aux morts.

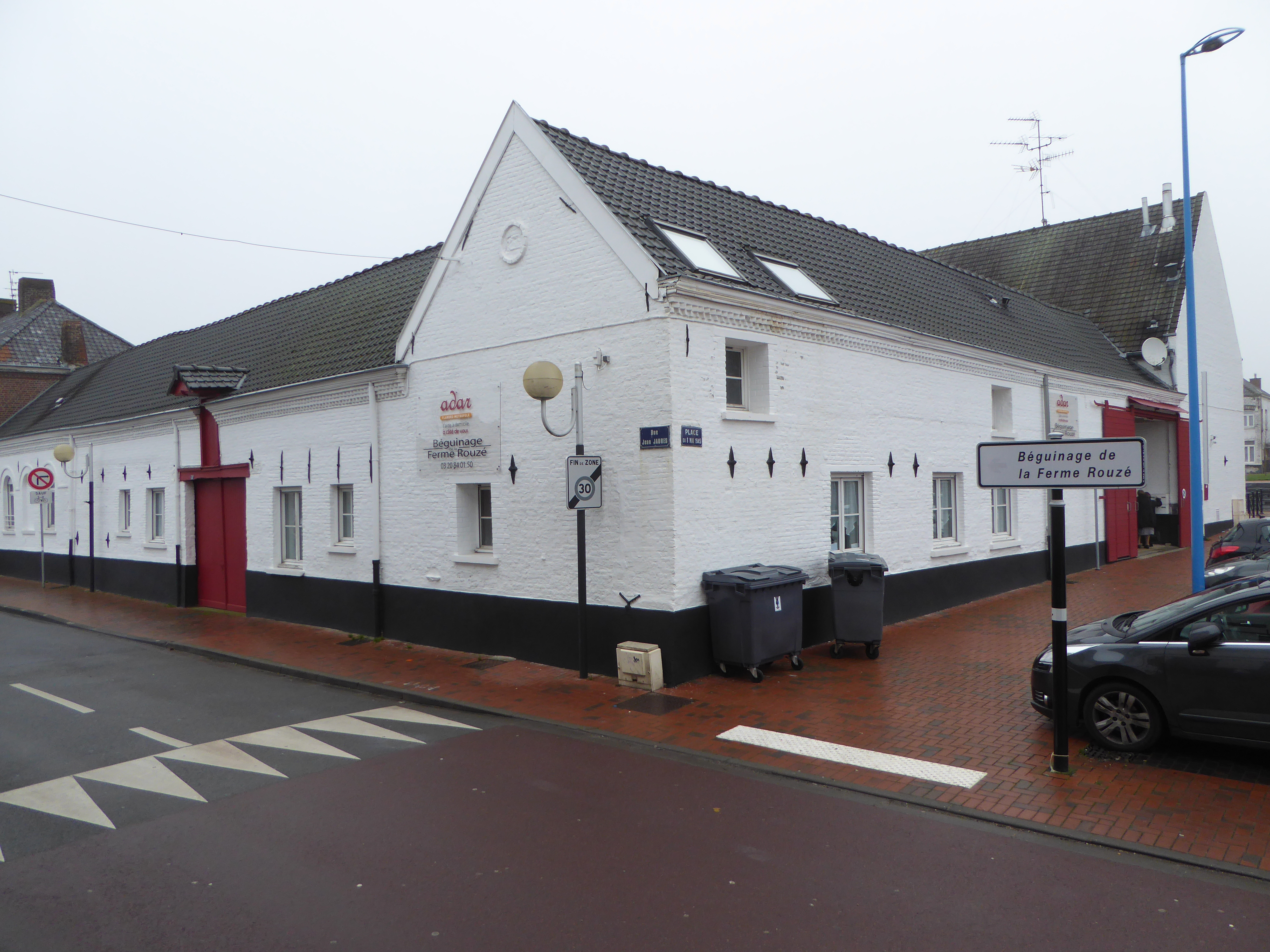
Le béguinage de la Ferme Jean Rouzé.
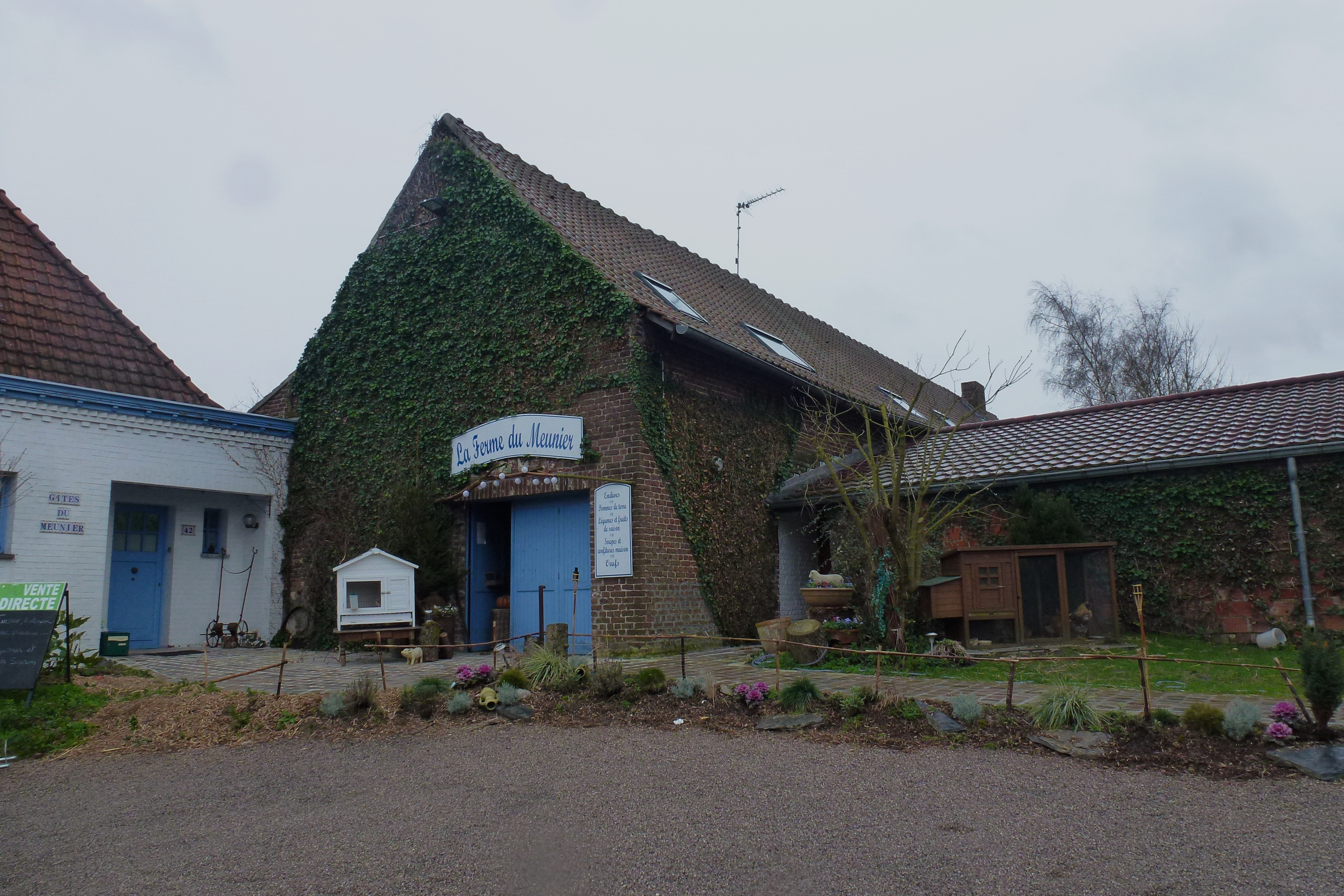
Les gites du Meunier.
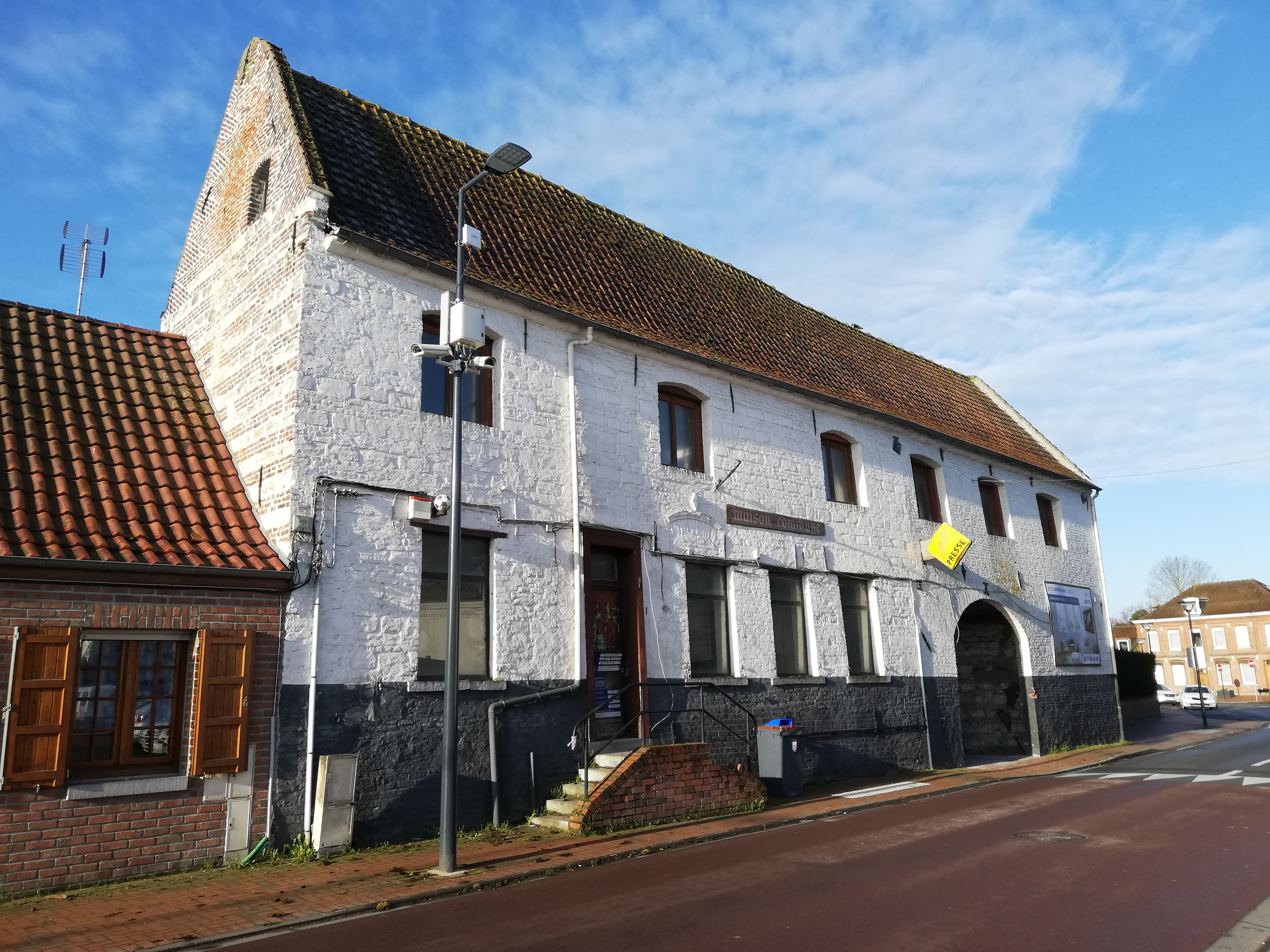
Façade de la maison commune rue Jean Jaurès.
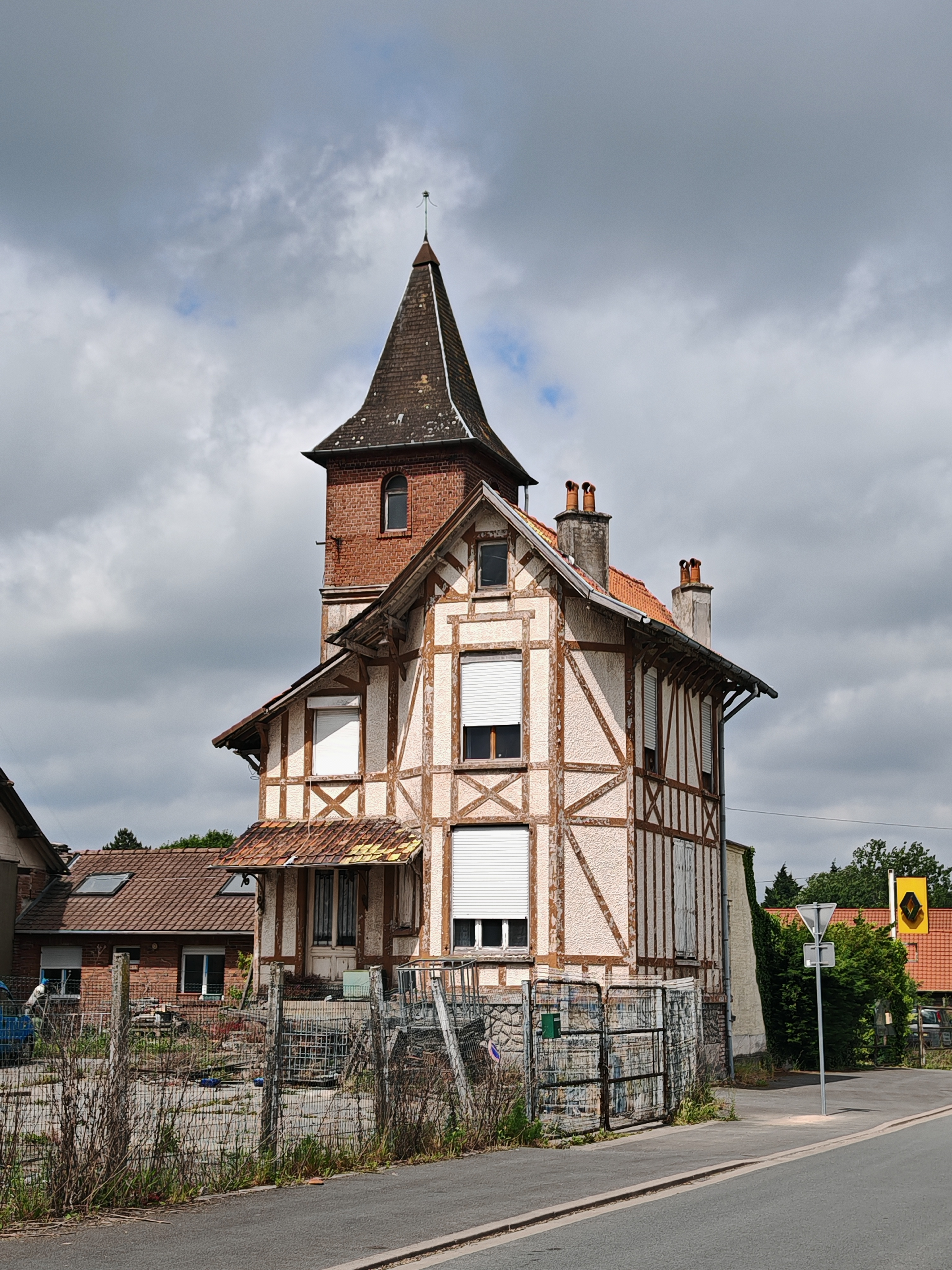
Logis patronal de l'ancienne usine de mise en bouteilles de la Willemoise.

### La base de loisirs
- Base de loisirs des 6 Bonniers, traversée par le GR121B. Elle comporte deux étangs pour la pêche et le canoé.

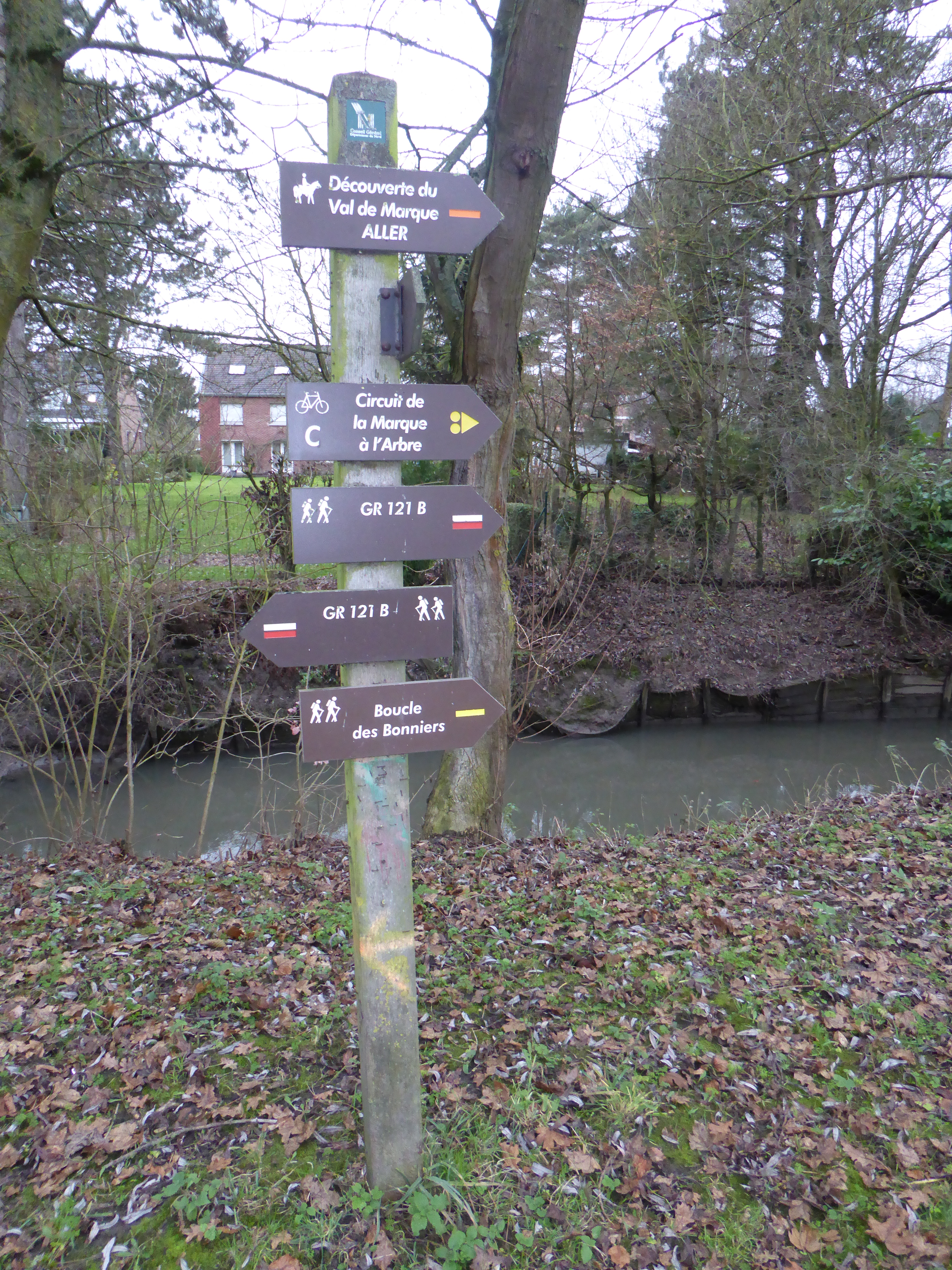
Le GR121B dans la base des 6 Bonniers de Willems.
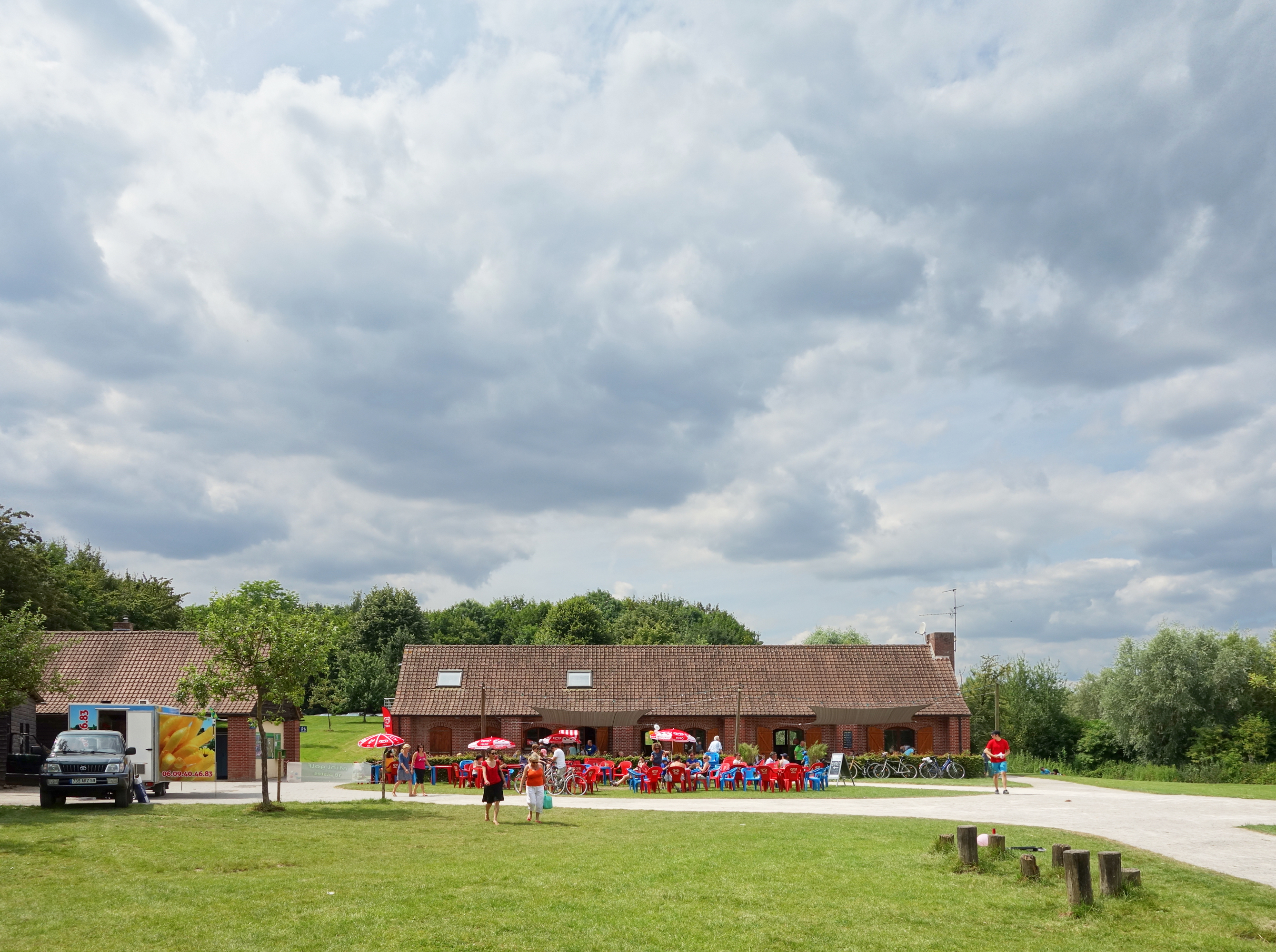
Base de loisirs des 6 Bonniers.
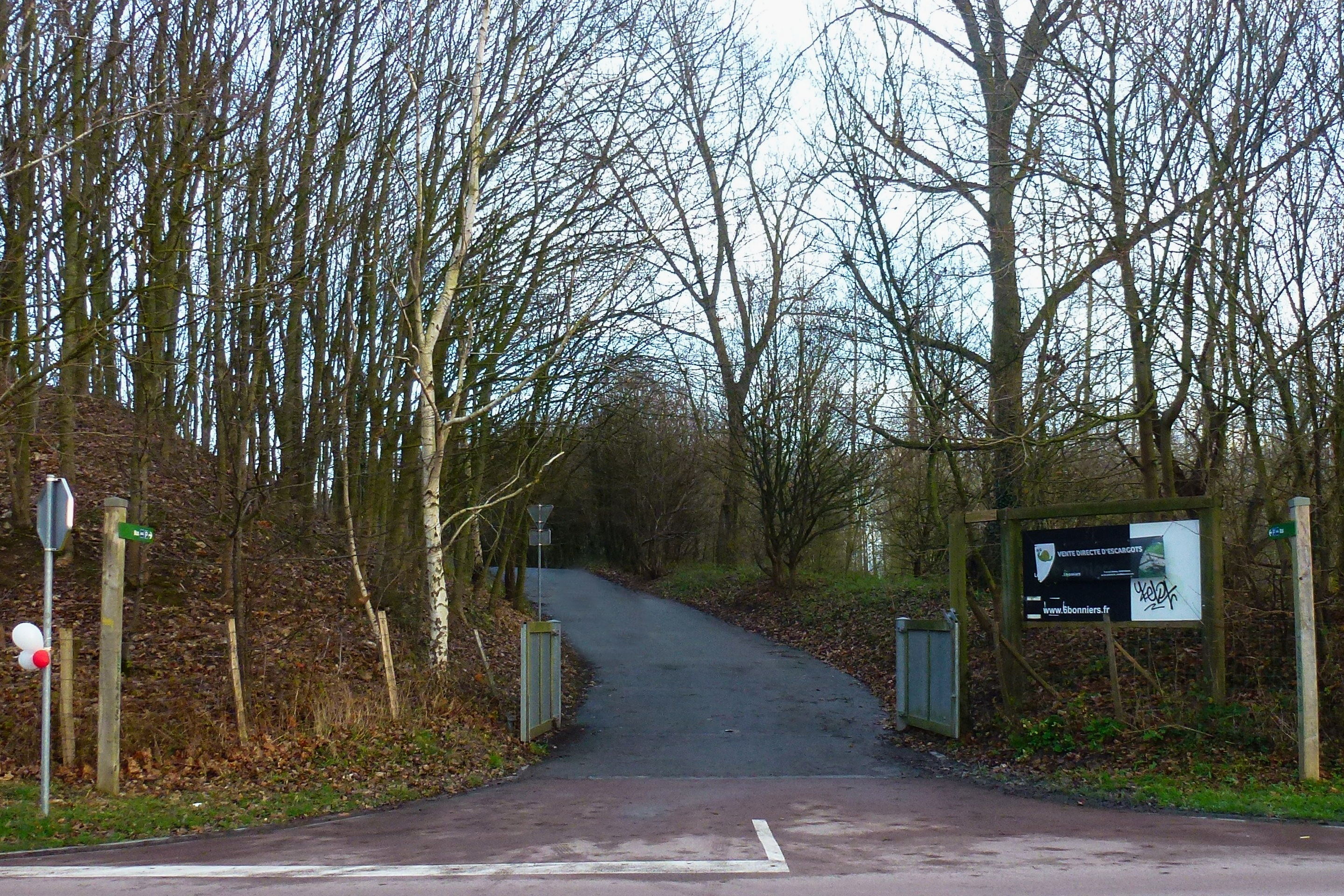
Base de loisirs des 6 Bonniers (l'Orée du bois).
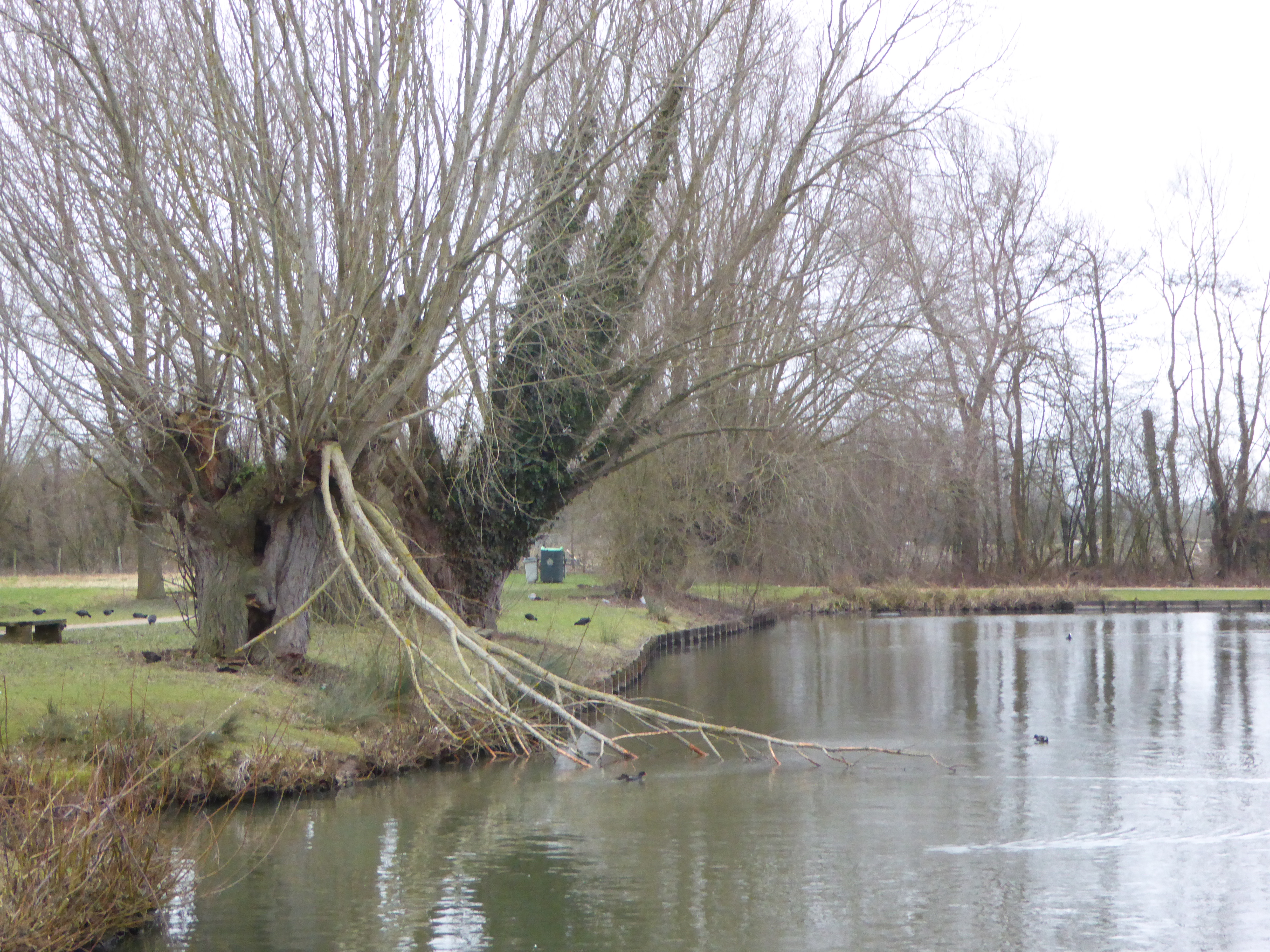
Base de loisirs des 6 Bonniers (les étangs).
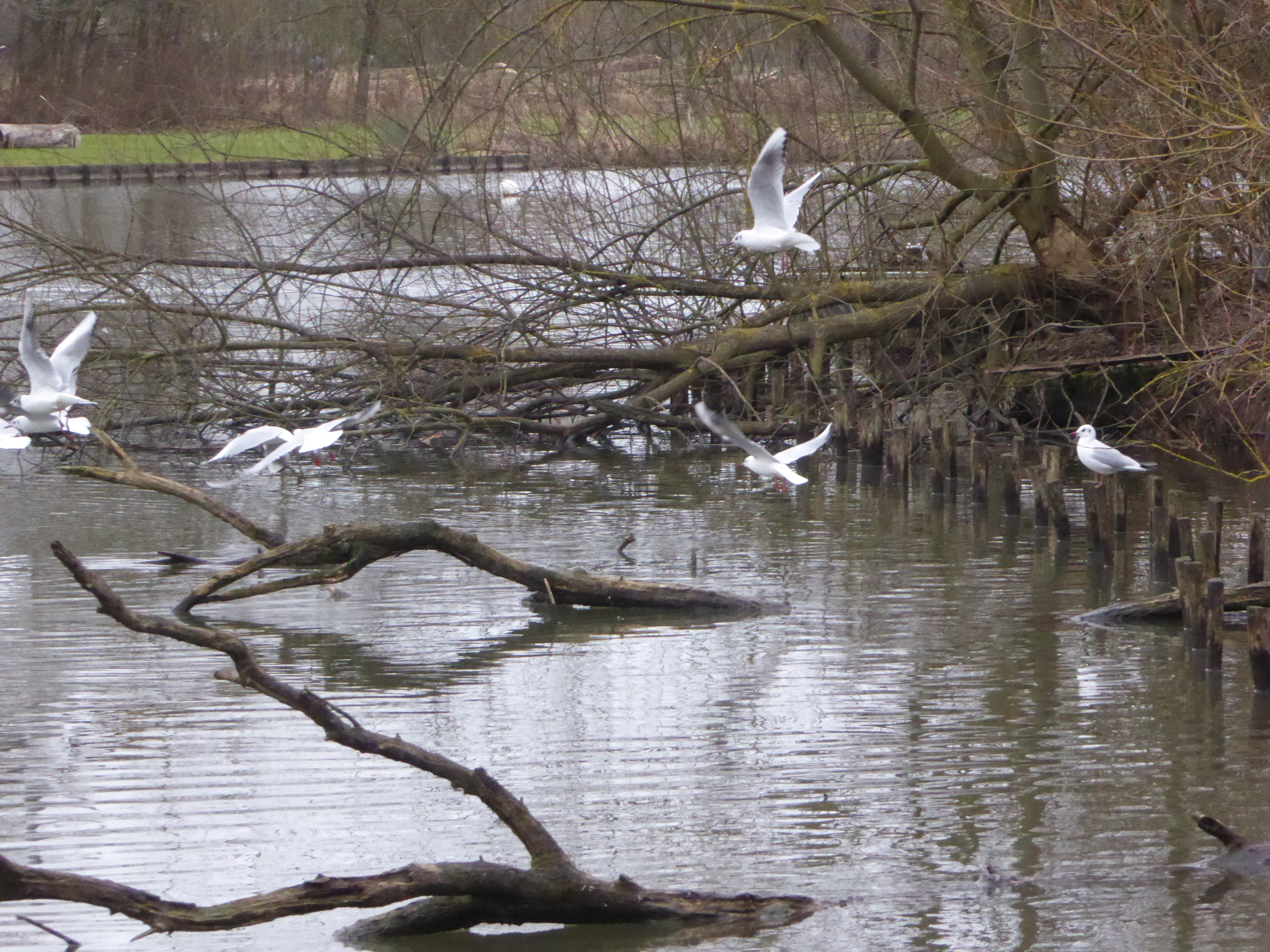
Base de loisirs des 6 Bonniers (les étangs).
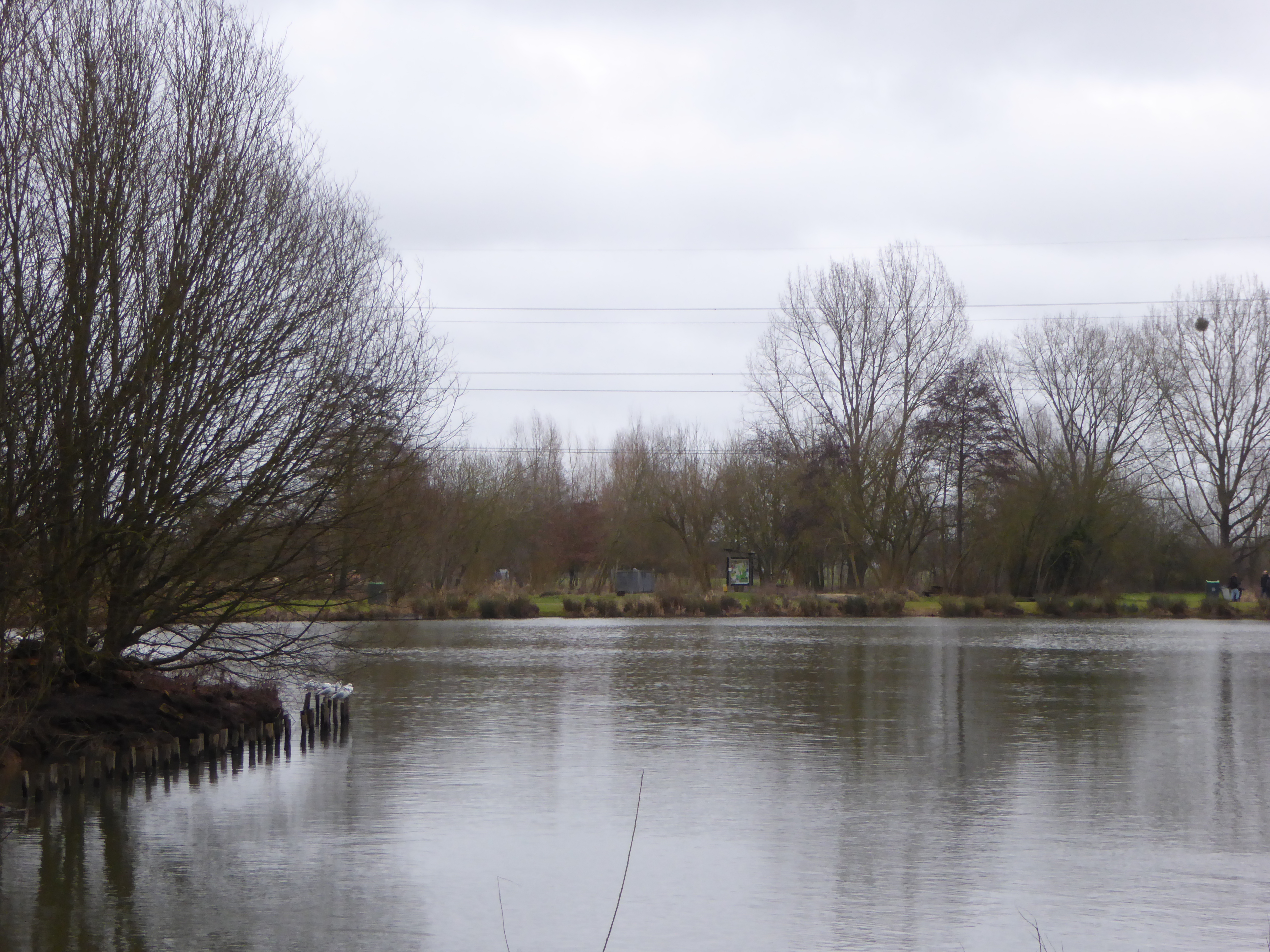
Base de loisirs des 6 Bonniers (les étangs).

### Tombes de la Première Guerre mondiale
Le cimetière communal contient des tombes de soldats britanniques morts entre fin octobre et début novembre 1918 lors de la Première Guerre mondiale. Ces tombes sont gérées par le Commonwealth War Graves Commission.
| Pays        | Victimes |
| ----------- | -------- |
| Royaume-Uni | 11       |
| Total       | 11       |

### Héraldique
| Blason de Willems | Blason  | De gueules au chevron d'argent accompagné de trois pommes de pin d'or. |
| Blason de Willems | Détails | Le statut officiel du blason reste à déterminer.                       |